# Lars Bernhardsson
Lars Georg Kröönström, tidigare Bernhardsson, född 24 augusti 1984 i Göteborg, är en svensk tidigare handbollsspelare (vänsternia).
Han inledde karriären i Kärra HF och gick sedan till Redbergslids IK. Han representerade dem fram till 2009, då han gick till de regerande svenska mästarna Alingsås HK. 2012 gick han tillbaka till Redbergslids IK och avslutade karriären där 2015.

## Meriter
- SM-guld 2003 med Redbergslids IK